# 上升流
上升流，或稱為湧升流，是一种海洋学现象，是由风力驱动温度较低、密度较大、通常富含营养的海水流向海表面，取代温度较高、通常缺乏营养的表层海水。上升流至少有五种类型：沿岸上升流，远洋大尺度风生上升流，与漩涡有关的上升流，地形相关的上升流，以及远洋大面积辐散上升流。上升流是形成渔场的常见条件，秘鲁渔场即世界上最大的上升流渔场。

## 沿岸上升流
沿岸上升流是人们最熟悉的上升流，也与人类活动密切相关，因为它是支持渔业生产的重要因素。深水中有丰富的营养物质，其中包括由于海表面有机物沉降分解而成的硝酸盐和磷酸盐。当营养物质被带入表面，则被浮游植物所摄入，连同溶解的二氧化碳以及太阳光能，通过光合作用生产出有机物。因此上升流区通常有比其它海域更高的初级生产力（即被浮游植物固定的碳元素的量）。由于浮游植物处在食物链底层，因此这样的高生产力会被传递至整条食物链。秘鲁沿海，智利，阿拉伯海，南非西部，新西兰东部，巴西东南部和加州海岸都是上升流区域。秘鲁渔场是世界著名的渔场，1970年渔获量突破1300万吨，其形成原因为南半球的东南信风将南美洲西部中低纬度的海水吹离岸边，即盛行“离岸风”，在沿岸形成上升流，形成渔场。
海洋食物链的过程大致如下：
- 浮游植物 → 浮游动物 → 捕食浮游动物 → 滤食性动物 → 掠食性鱼类

上升流将来自深海的营养盐类和有关物质带往表层海水，从而促使浮游植物和浮游动物的增殖，为渔场的形成提供了极为必要的条件。

埃克曼螺线

引起沿岸上升流的关键物理作用是科里奥利力（地转偏向力），使得风生流在北半球向右偏转，南半球向左偏转。例如在北半球，当风沿着西海岸向南吹，或者沿着东海岸向北吹，表面海水会向离岸方向输送（即埃克曼输送或埃克曼螺线），深层海水会上升补充。

## 赤道上升流
赤道附近也有类似的现象。无论上升流处在什么地区，都会引起表层海水辐散，富含营养、密度较大的下层海水涌向海表面，从而导致一个明显的现象——从太空可以观察到太平洋赤道海域有一条很宽的浮游植物密集带。

## 南大洋上升流

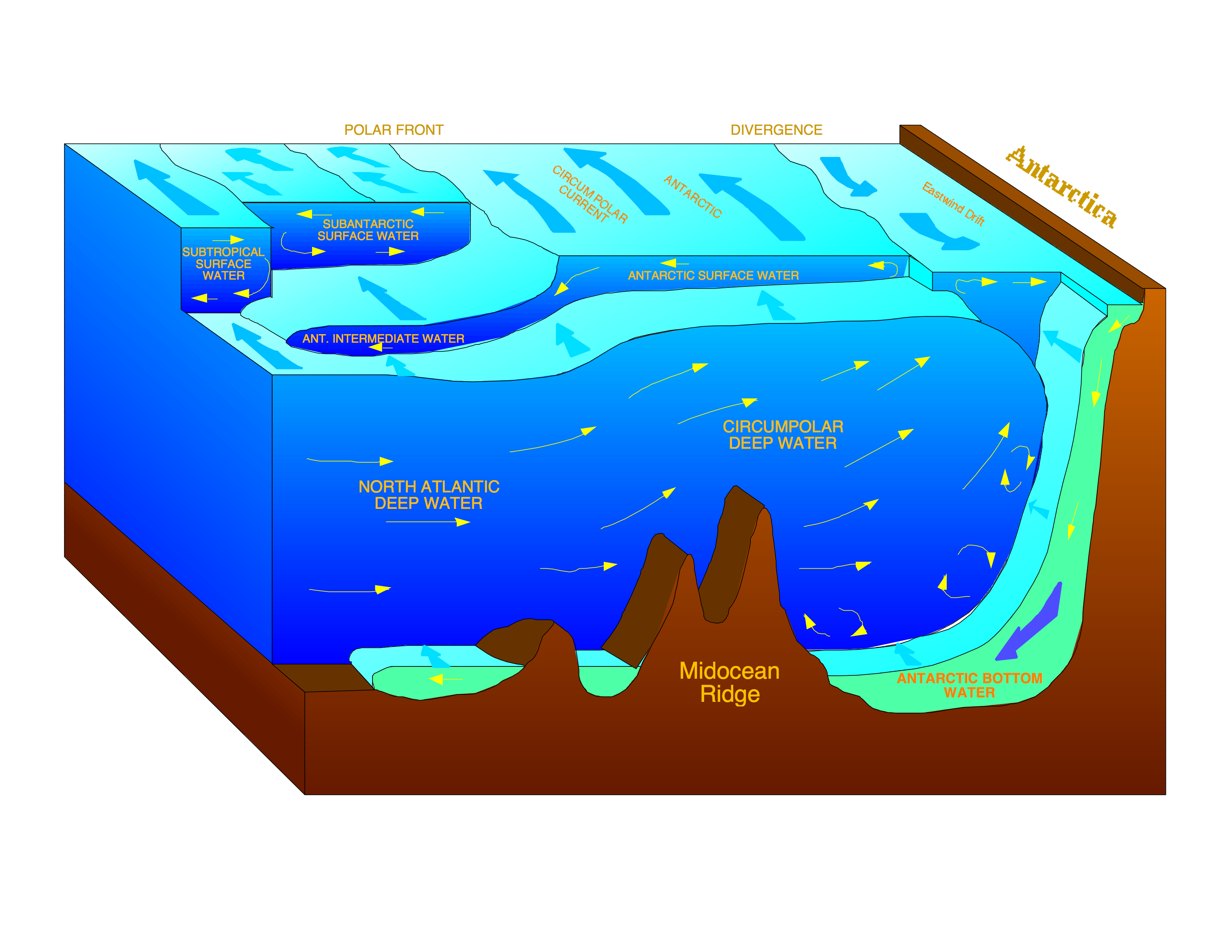
南大洋上升流

南大洋中也存在大尺度上升流。大洋洲大部分位于盛行西风带，常年盛行偏西风，在其西岸使得大量海水南北分流，这实际上是一种沿岸上升流。由于南美洲和南极洲半岛顶端之间没有陆地连接，这里的海水被从很深的深度抽到表面。在许多数值模式和观测结论中，南大洋上升流是深层高密度海水被带入表层的主要方式。南北美洲西部海域、非洲西北部和西南部以及澳大利亚西南部也存在浅层风生上升流，均与海洋亚热带高压环流有关。一些海洋环流模型显示出，大尺度上升流发生在热带。
局地的上升流可能是由于深海海流遇到海底山而改变方向，为低生产力海域中的岛屿带来营养与生命，这对于物种迁徙和人类的渔业至关重要。

## 热带气旋上升流
当有热带气旋经过海域时也会产生上升流，通常气旋的移动速度至少有8公里／小时。气旋的扰动最终会导致下层较冷海水被抽至表面，使气旋减弱。

## 人工上升流
一些装置利用海洋潮汐能或者热能，将水抽至海表，人工上升流就是由这些设备引起的。有人指出这类装置制造出浮游生物潮。

## 其它上升流
其他流体的运动也会产生上升流，例如地幔中的岩浆或者恒星中的等离子体。这些皆是流体对流的结果。